# Paulo Antonio de Oliveira
Paulo Antonio de Oliveira (født 16. juli 1982) er en brasiliansk fodboldspiller.